# Jan Purzycki
Jan Purzycki (ur. 20 czerwca 1948 w Ostródzie, zm. 20 sierpnia 2019) – polski scenarzysta filmowy i telewizyjny, pisarz, działacz społeczny oraz wykładowca akademicki. W 1980 roku ukończył Studium Scenariuszowe PWSFTviT w Łodzi.
Jan Purzycki pełnił w historii różne funkcje państwowe: był wiceprezesem Radiokomitetu, szefem TVP (powołano go na to stanowisko w styczniu 1991 roku, po miesiącu jednak zrezygnował z powodu braku gotowości kierownictwa Radiokomitetu do gruntownych reform), doradcą prezydenta Lecha Wałęsy (prowadził też w telewizji jego pierwszą, zwycięską kampanię prezydencką). W latach 1990–1992 był kierownikiem literackim studia Filmowego „Dom”, w latach 1990–1993 wykładowcą na Wydziale Reżyserii Uniwersytetu Śląskiego w Katowicach. Jest autorem książek Wielki Szu, Prezydencki poker i Telewizyjny poker oraz współautorem książki Doktor Szu.
Pochowany w Ostródzie na cmentarzu komunalnym przy ul. Spokojnej.

## Filmografia
- 2001: Prymas. Trzy lata z tysiąca, jako scenarzysta
- 1999: Prawo ojca, pomysł filmu
- 1997–2010: Złotopolscy, jako scenarzysta
- 1988: Piłkarski poker, jako scenarzysta
- 1982: Wielki Szu, jako scenarzysta
- 1981: Przypadki Piotra S., jako scenarzysta

## Nagrody filmowe
- 2001 – Orzeł: Prymas. Trzy lata z tysiąca – Polska Nagroda Filmowa (nominacja) w kategorii: najlepszy scenariusz; za rok 2000
- 1989 – Nagroda Szefa Kinematografii za twórczość filmową w dziedzinie filmu fabularnego: Piłkarski poker – za scenariusz
- 1987 – Lubuskie Lato Filmowe: Wielki Szu – nagroda za scenariusz